# Partido Comunista de Honduras
El Partido Comunista de Honduras (PCH) fue un partido comunista hondureño fundado el 1 de mayo de 1922, por Manuel Calix Herrera, Pablo Wainwright Nuila y Armando Amaya.
El PCH se dedicó a reorganizar a los trabajadores de los campos bananeros de  la costa norte. Tras la llegada al poder de Tiburcio Carias Andino en 1933, el partido casi desaparece por completo. No obstante, este resurge nuevamente durante la huelga nacional del 10 de octubre de 1954, liderado por Dionisio Ramos Bejarano y Rigoberto Padilla Rush, bajo el Partido Revolucionario Democrático Hondureño (PDRH). Desde el principio mantuvo fuerte presencia en el movimiento sindical, especialmente el bananero. En la década de 1960, el Departamento de Estado de los Estados Unidos de América realizó un sondeo de los miembros de este partido, el cual arrojó 2400 militantes.

## Historia

### Primera etapa: 1928-1932
El primer Partido Comunista de Honduras fue fundado en 1928 por Manuel Calix Herrera y Juan Pablo Wainwright Nuila, quienes habían intentado fundar un Partido Socialista de Honduras un año antes. El primer Pleno del Partido Comunista de Honduras fue celebrado en la casa de Juan Pablo Wainwright, en 1930. En 1931, el Partido Comunista de Honduras participaría en las elecciones presidenciales, de las cuales resultaría vencedor Tiburcio Carías Andino. El primer Partido Comunista de Honduras fue disuelto con la ejecución de Juan Pablo Wainwright, en 1932, por la dictadura de Jorge Ubico de Guatemala y la muerte de Manuel Calix Herrera, en 1935.

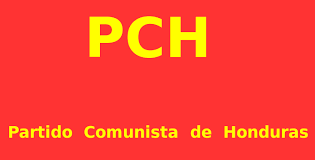
Bandera del Partido.

En esta época, intelectuales como Ramón Amaya Amador y Alfonso Guillén Zelaya se mantuvieron activos en la política desde el exilio. Guillén Zelaya constituyó su propia célula partidaria en Ciudad de México y planificó incursiones a Honduras para establecer un Estado marxista-leninista.

### Segunda etapa: 1954-1990
El Partido Comunista de Honduras renace y operó ilegalmente en Honduras desde 1954. Esto se debía a que su existencia fue prohibida por los siguientes decretos: el 7 de marzo de 1946 con el Decreto 95, el 3 de febrero de 1956 con el Decreto-Ley no 206, y el 26 de julio de 1959 con el Decreto no 183. A pesar de esto, la existencia del Partido era conocida, aunque se debía mantener clandestinamente.    
El segundo Partido Comunista de Honduras inició como un grupo de jóvenes que se separaron del Partido Demócrata Revolucionario Hondureño (PDRH), fundándose el 10 de abril de 1954 por Rigoberto Padilla Rush, Dionisio Bejarano, Mario Sosa Navarro, Ramón Amaya Amador, Ventura Ramos y Helenita Leiva. En 1957, entraría en comunión con el Movimiento Comunista Internacional, oficializando su estatus ante el comunismo global.   
En 1965, el Partido Comunista de Honduras sufriría un cisma interno por las controversias entre sus miembros pro-soviéticos y los pro-chinos. A partir de estos debates el PCH se partió en dos: El Partido Comunista de Honduras (PCH), con reconocimiento oficial de la Internacional Comunista y el Partido Comunista Marxista Leninista de Honduras (PCMLH), de orientación maoísta.  Durante estos meses, un grupo de militantes del PCH comandados por el líder sindical Lorenzo Zelaya, se internaron en la Montaña de El Jute, tratando de crear las condiciones para desarrollar la lucha armada en el país. Pero el 30 de abril de 1965 una célula interceptada del PCH fue interceptada por militares en la comunidad de El Jute, El Progreso, siendo asesinados y torturados Lorenzo Zelaya y seis guerrilleros más. Los militares responsables de la masacre no fueron señalados o investigados por los asesinatos.
En la década de 1970, el Partido Comunista de Honduras contó un órgano de difusión oficial titulado "Patria". Publicado de manera semanal, Patria contenía artículos de los miembros de Partido Comunista que discutían la situación contemporánea de Honduras y el resto de los países de América. Con una fuerte orientación internacionalista, el semanario se posicionó en contra de la proliferación nuclear, la guerras impulsadas por lo imperialismo norteamericano. Igualmente, desde Patria, el Partido Comunista de Honduras apoyó la lucha armada de la Revolución Sandinista y el proceso político de El Salvador. En Patria se publicó un importante acervo de caricaturas políticas.
En 1990 el Partido Comunista de Honduras se disolvió y se fusionó con el Partido Renovación Patriótica. En su discurso de fundación, uno de sus líderes manifestó: “…es un paso histórico de la evolución política del país, así como de las organizaciones obreras, aún incipientes, a las que este partido dará un impulso importante…”